# آسینه
آسینه یا آثرینه، مردی است که بی درنگ پس از به فرمانروایی رسیدن داریوش اول، در ایلام سر به شورش برداشت و خود را شاه ایلام خواند. این نام از زمانی که برای نخستین بار در سنگنبشته بیستون بازخوانی شده به شکل‌های گوناگونی ثبت شده‌است. آسینه در متن ایلامی به صورت ha-iš-ši-na و در اکدی a-ši-na آمده‌است.